# فاران مرادی
فاران مرادی (انگلیسی: Faran Moradi) نویسنده و کارگردان سینما و تلویزیون کانادایی اهل لندن، انتاریو است. او بیشتر برای اولین فیلم بلندش تهرانتو مورد توجه قرار گرفت، که برای آن نامزدی جایزه فیلم کانادایی برای بهترین تدوین را در یازدهمین جوایز اسکرین کانادا در سال ۲۰۲۳ دریافت کرد.
او پیش از این فیلم‌های کوتاه شکسته، تعطیلات برای فقرا، تحویل مخفیانه، از طریق تفرقه و پودر سیاه و گناه و قسمت‌هایی از مجموعه‌های تلویزیونی تیم عجیب و غریب و هالی هابی را کارگردانی کرده‌است. در جشنواره فیلم شهر جنگلی ۲۰۲۲، او برنده مسابقه Project Pitch برای فیلمنامه گریهٔ گرگ شد.